# Дрейфус, Генри
Генри Дрейфус (англ. Henry Dreyfuss; 2 марта 1904[…], Бруклин, Нью-Йорк — 5 октября 1972[…], Южная Пасадина, Калифорния) — американский мастер промышленного дизайна. Дрейфус практиковал инженерный, рациональный подход к проектированию и внёс существенный вклад в прикладную антропометрику и эргономику.

## Биография
Дрейфус начинал как театральный художник, подмастерьем у другого дизайнера — Нормана Бел Геддеса. В 1924—1928 годах он участвовал в оформлении около 250 постановок, но личной славы ему это не принесло. Дрейфус ушёл в самостоятельный бизнес в 1929 — год Великой депрессии. Фирма Дрейфуса с самого начала имела успех и действует по сей день (конец 2007) как Henry Dreyfuss Associates.
В конце 1930-х Дрейфус и его конкурент и современник Раймонд Лоуи «делили» между собой заказчиков из одних и тех же отраслей (железнодорожники, тракторостроители, производители холодильников), практически одновременно выпуская на свет конкурирующие дизайн-проекты, однако за пределами этих отраслей Лоуи достиг наибольших успехов в автомобилестроении, а Дрейфус — в телефонии.

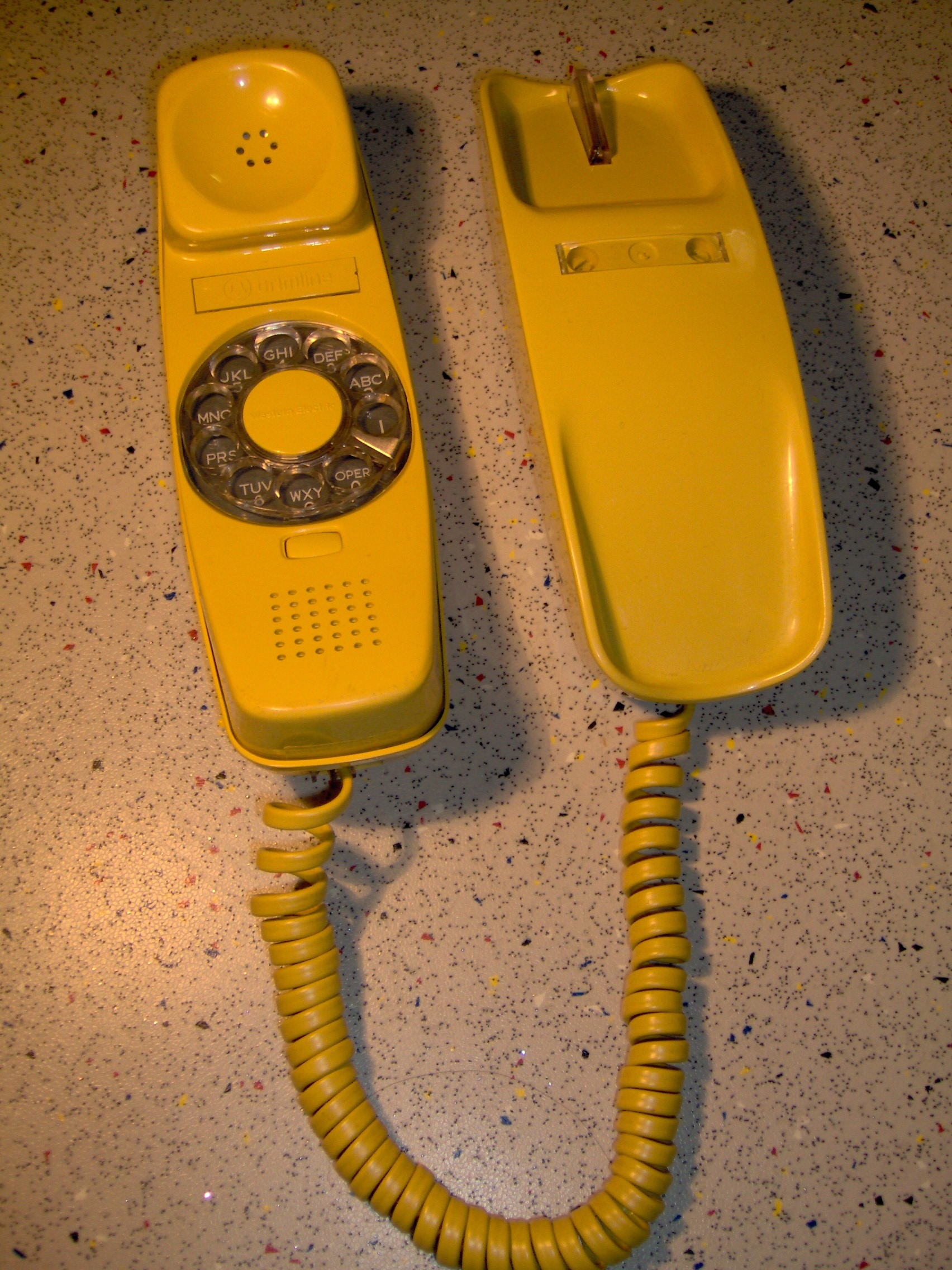
Телефон-трубка AT&T Trimline, 1965

В эпоху, когда телефонной связью правил монополист AT&T, контракт с AT&T или входившим в его состав Bell означал, что практически все телефонные аппараты в США так или иначе восходили к дизайн-проектам Дрейфуса. Дизайнер вошёл в мир большой телефонии в 1929, выиграв конкурс Bell Labs на «телефон будущего». В 1930 первым серийным телефоном Дрейфуса стал угловатый Western Electric 302, выпускавшийся до 1950 года; благодаря публикации в Fortune в 1934 имя дизайнера стало известным публике. Дрейфус утверждал, что проектирует телефоны минимум на 20 лет эксплуатации, так, чтобы их вид не устаревал на фоне стремительно меняющейся домашней утвари; «осовременный» вариант модели 302, Bell 500, выпускался с 1949 по 1985 — до полного перехода на тональный набор. В 1959 он разработал «дамский» телефон Bell Princess; в 1965 фирма Дрейфуса передала в производство пресс-формы первой в мире трубки-моноблока со встроенным номеронабирателем (AT&T Trimline). Trimline был выпущен одновременно в вариантах с дисковым и цифровым номеронабирателями и стал первым американским телефоном, потеснившим в Европе местных производителей.
В массовое производство пошли разработанные Дрейфусом для фирмы Hoover пылесосы, а также комнатные термостаты Honeywell (1953); современные аналоговые термостаты Honeywell отличаются от дрейфусовской модели только шрифтами и оцифровкой шкал.

Если в точке соприкосновения человека и продукта возникает трение, это вина дизайнера продукта.
Оригинальный текст (англ.)If the point of contact between the product and the people becomes a point of friction, then the industrial designer has failed.

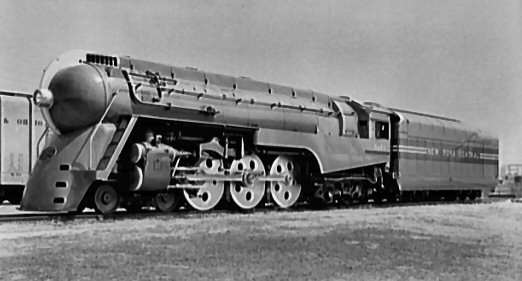
Паровоз NYC J-3a (Hudson) New York Central Railroad (дизайн-проект Дрейфуса) с 15 июня 1938 года водил флагманский пассажирский поезд Нью-Йорк-Чикаго.

Монографии Дрейфуса Designing for People и Measure for Man стали базовыми пособиями и справочниками по эргономике. Благодаря Дрейфусу в языке американских технологов и конструкторов появились Джо и Джозефина — стандартные медианные фигуры среднего американца. Даже в утилитарных работах, таких, как кожухи тракторных двигателей, Дрейфус следовал удобству пользователя: например, решётка радиатора выполнялась с шагом между рёбрами, достаточным, чтобы тракторист мог протереть их рукой, одетой в рукавицу. Дизайнер также работал в области шрифтов и пиктограмм.
Среди последних известных работ Дрейфуса — складные конструкции моментальных фотоаппаратов Polaroid (1960—1972).
5 октября 1972 года Дрейфус и его больная раком жена покончили с собой, отравившись угарным газом в собственном автомобиле (трое их детей к тому времени уже выросли и обзавелись собственными семьями). Перед смертью Дрейфус передал все архивы музею дизайна, входящему в сеть Смитсоновского института.